# São José de Princesa
Pour les articles homonymes, voir São José.
São José de Princesa est une ville brésilienne du sud-ouest de l'État de la Paraíba.
Sa population était estimée à 4 767 habitants en 2006. La municipalité s'étend sur 158 km2.